# 6424 Ando
6424 Ando è un asteroide della fascia principale. Scoperto nel 1994, presenta un'orbita caratterizzata da un semiasse maggiore pari a 3,0204409 UA e da un'eccentricità di 0,1050247, inclinata di 11,06235° rispetto all'eclittica.